# Perisama xenoclea
Perisama xenoclea är en fjärilsart som beskrevs av Felder 1861. Perisama xenoclea ingår i släktet Perisama och familjen praktfjärilar. Inga underarter finns listade i Catalogue of Life.